# Bray (Irlanda)
Bray (Bré en irlandés) es una ciudad del condado de Wicklow situada al sur de Dublín, en la costa este de Irlanda.

## Geografía
La ciudad de Bray se encuentra situada en el límite norte del condado de Wicklow, en la línea de demarcación con el condado de Dublín (de hecho, alguno de sus barrios periféricos del norte ya se encuentran en el interior de dicho condado). De este modo, la ciudad forma parte geográfica y económicamente de la aglomeración urbana de Dublín, la capital del país. De hecho, Bray recibe los servicios de transporte urbano del Dublin Area Rapid Transit y de las líneas urbanas de autobuses de Dublín.
La ciudad linda por el norte con la capital irlandesa y por el oeste con las montañas de Wicklow; por ese motivo la ciudad es conocida como la «puerta de entrada de los montes de Wicklow».
Bray se encuentra en la desembocadura del río Dargle. Por el sur, la llanura de Bray queda cerrada por el monte Bray Head (241 m de altura).
Su principal atractivo turístico ha sido históricamente su playa, que posee una longitud total de 1,6 km y se encuentra bordeada por una amplia explanada, lo que contribuye a que sea uno de los lugares favoritos para el paseo dominical de los dublineses.

## Población
Bray es la octava mayor ciudad de Irlanda por número de habitantes. En el censo de población o padrón de habitantes correspondiente al año 2016 contaba con 32.600 habitantes, lo que representa un incremento del 2.2% frente a los 31.900 habitantes del censo anterior de 2011. Se trata pues de un gran centro urbano y comercial, ubicado tan sólo a 20 km del centro de Dublín.

## Historia
Durante la Edad Media, Bray formaba parte del llamado Pale, un distrito gobernado directamente por la Corona británica cuyo centro era la ciudad de Dublín. Hasta el siglo XVIII, Bray era tan sólo un pequeño pueblo de pescadores. 
Hacia finales de dicho siglo XVIII, sin embargo, las clases medias de la ciudad de Dublín empezaron a instalarse en la localidad buscando escapar de la congestión de la vida urbana dublinesa. Un ejemplo de la arquitectura propia de esta época puede ser contemplado en Powerscourt House. 
La ciudad conoció un segundo momento de auge con motivo de la creación de la primera línea de ferrocarril en Irlanda, en el año 1834. Desde el momento en que la ciudad quedó conectada con Dublín en 1855, la ciudad volvió a experimentar un nuevo crecimiento. Rápidamente, Bray se convirtió en la principal estación balnearia de la costa este de Irlanda.
Ya en el siglo XX, la ciudad se convirtió en uno de los destinos favoritos durante los años años 50 para el turismo procedente de Irlanda del Norte, de Inglaterra y de Escocia. Sin embargo, a partir de los años 60, el interés por dicha estación balnearia entró en un lento declive.
En Bray se ubicaba un colegio internacional español, Elian's Dublin desde principios de la década de los años 80 hasta su cierre, a mediados de los años 2000.

## Monumentos y lugares de interés
- Iglesia del Santísimo Redentor. La iglesia principal de la ciudad data del año 1792.
- Iglesia de Cristo. Iglesia protestante de estilo neogótico irlandés que data del año 1863.
- Iglesia Metodista de Bray. Iglesia metodista de estilo neogótico irlandés que data del año 1864.
- Iglesia de Raheen-a-Cluig. Iglesia medieval catalogada como monumento nacional situada en la cara norte de la montaña de Bray Head.
- Cruz de Fassaroe. Cruz medieval catalogada como monumento nacional situada en los alrededores de Bray.
- Bray Head. Montaña que se alza 243 m. sobre el mar al final del paseo marítimo de Bray.
- Río Dargle. Río que desemboca en la bahía de Bray.

## Comunicaciones

### Externas
La ciudad recibe los servicios de transporte metropolitano de la capital irlandesa, siendo los más importantes el tren y el autobús interurbano. Bray se beneficia del bono de transportes del Área Metropolitana de Dublín, que incluye autobús interurbano, tren de cercanías (DART) y tranvía (LUAS).

#### Tren
La estación de ferrocarril de la ciudad es Bray Daly. La marca comercial del tren de cercanías es DART que comunica Dublín con núcleos de población cercanos y con importancia en la red metropolitana. Los horarios de los trenes suelen ser variados (aproximadamente de unos 20 minutos). Por otra parte es necesario conocer que con el objetivo de reducir la duración del trayecto no todos los trenes de cercanías que salen de Dublín paran en todas las estaciones (aunque Bray es una de las más importantes).
Por otra parte, además del servicio DART Bray también recibe algunos larga distancia. No obstante, debido a la cercanía con Dublín, estos trenes pasan por Bray debido a que comparte la misma vía. Pese a que realizan el mismo trayecto que el DART (aunque con mucha menor frecuencia), en el tramo compartido se entiende, y cuestan el mismo precio, alcanzan una velocidad mayor que este y realizan el trayecto en menos tempo. No obstante, es importante subrayar que estos trenes son de larga distancia, por lo que los asientos suelen ir completos y los coches no están adaptados para realizar servicios de cercanías (pese a que en el tramo compartido sirven de apoyo y son usados para este servicio). En el caso de utilizar estos trenes lo más normal es ir de pie fuera de los vagones (en el pasillo de acoplamiento que queda entre ellos).

#### Autobús Interurbano
Como complemento del tren llegan hasta Bray varias líneas del servicio de autobuses metropolitanos de Dublín.
Tanto trenes como autobuses comparten una estación intermodal con la finalidad de facilitar las comunicaciones. Los andenes para autobuses se sitúan en el exterior de la misma mientras los trenes en su interior.
Curiosidades:
- A su paso por Bray las distintas líneas pueden utilizarse como autobús urbano. Para obtener un plano de los autobuses puede preguntarse en la estación o en la oficina de turismo.
- Cabe destacar que una vez cerrado el servicio DART (a partir de las 20:00) entran en funcionamiento dos líneas de horario nocturno de autobús. No obstante conviene informarse antes ya que, dependiendo del horario, los autobuses llegan o no hasta la estación, y es probable que tan sólo lo hagan hasta la primera parada de Bray (situada en la periferia: aproximadamente a 30 minutos del centro a pie).
- Estos autobuses no devuelven cambio, por lo que es necesario introducir el importe exacto.
- Para diferenciarlos de otros autobuses el Ayuntamiento de Dublín ha optado por distinguirlos pintándolos de amarillo.

#### Autobús
A diferencia de los autobuses interurbanos, los autobuses de empresa privada que ofrecen servicio a Bray son bastante más caros, si bien es cierto que son mucho más confortables y están mucho mejor equipados.
Uno de los más importantes es el "Air Coach" que ofrece un servicio directo al aeropuerto de Dublín. 
- Si nuestro vuelo sale durante el día es mucho más barato coger el DART hasta Dublín y allí el autobús urbano hasta el aeropuerto.
- Si nuestro vuelo sale por la noche el precio a pagar por el autobús interurbano (línea nocturna) más el urbano de Dublín es de sólo 2€ más barato, por lo que puede ser más rentable coger el Air Coach directo al aeropuerto.

#### Tranvía
Está planificada la llegadas y el desarrollo del tranvía de Dublín (conocido como LUAS) por toda su área metropolitana, lo que incluiría a Bray.
No obstante, en la actualidad las obras están paralizadas y no se tiene constancia de cuando serán reemprendidas.

### Internas

#### Autobús Urbano
Con una regularidad de aproximadamente 40 minutos, la ciudad de Bray posee un sistema propio de autobuses urbanos que complemetan los "amarillos" de la capital.
Curiosidades:
- Para diferenciarlos de los interurbanos de Dublín estos son de color rojo.
- La mayoría tienen un solo piso (a diferencia de los interurbanos).
- Su precio es algo inferior a los "amarillos".
- En estos autobuses sí se devuelve el cambio, es decir el importe no tiene por qué ser exacto.
- Un plano sobre los horarios y las líneas puede obtenerse en la oficina de turismo.

#### Taxis
La parada de taxis de Bray se sitúa frente a la estación intermodal (en la parte destinada a los autobuses), no obstante es muy fácil conseguir un taxi acercándose al paseo marítimo. 
- Una peculariedad de los taxis irlandeses (aparte de su exceiva tarifa) es que no tiene un determinado color específico, por lo que el único distintivo visible para el cliente es la marquesina con la palabra ("TAXI") en la parte superior del vehículo.
- Otra curiosidad (algo conflictiva para el turista) es que cuando el vehículo está ocupado la luz de la marquesina es verde y cuando está libre roja.

## Festivales
El Festival de Jazz de Bray es un prestigioso festival de jazz inaugurado en el año 2000 y reúne cada año en la ciudad a los aficionados al jazz.

## Deportes
En la ciudad de Bray se encuentra el Bray Wanderers F.C., un equipo de fútbol que juega en la FAI Premier Division, la máxima división irlandesa. Ha ganado 4 copas de la liga y 2 copas de Irlanda. Su estadio es el Carlisle Grounds, junto a la estación de Bray Daly. La ciudad es también el hogar de los Bray Emmets GAA, un equipo popular de fútbol gaélico y hurling. Otro deporte muy popular en Bray es el boxeo, la boxeadora profesional Katie Taylor nació en la ciudad.